# Domek Stefana Żeromskiego w Gdyni-Orłowie
Domek Stefana Żeromskiego w Gdyni-Orłowie – placówka muzealno-kulturalna, znajdująca się w gdyńskiej dzielnicy Orłowo. Jest prowadzona przez Towarzystwo Przyjaciół Orłowa.
Placówka mieści się w domku, w którym od maja do września 1920 roku mieszkał wraz z rodziną Stefan Żeromski - wybitny polski prozaik. Podczas pobytu tu interesował się budową Gdyni, odbywał liczne wycieczki po okolicy, spotkał się również z Janem Kasprowiczem, Janem Lechoniem, Antonim Abrahamem, Bernardem Chrzanowskim oraz Jakubem Mortkowiczem. Podczas pobytu w Orłowie powstał utwór pt. Sambor i Mestwin.
Po II wojnie światowej budynek do 1985 roku pełnił funkcje mieszkalne. Następnie, do 1989 roku stał opuszczony. Wówczas rozpoczął się w nim remont, prowadzony z inicjatywy Towarzystwa Przyjaciół Orłowa. Placówka została otwarta 26 kwietnia 1997 roku. Natomiast ekspozycja muzealna, poświęcona pisarzowi, została udostępniona zwiedzającym w listopadzie 2000 roku.
Wystawa muzealna pt. „Życie i twórczość Stefana Żeromskiego” umiejscowiona jest na piętrze budynku. W jej ramach prezentowane są pamiątki poświęcone pisarzowi: fotografie, kopie rękopisów, listy, dokumenty oraz plansze informacyjne. Znajduje się tu również biblioteczka, zawierająca stare wydania dzieł Żeromskiego. Całość uzupełniają meble i wystrój w stylu epoki. W urządzonej na parterze Domku kawiarni prezentowane są wystawa archiwalnych fotografii Orłowa i Gdyni oraz plansze z życiorysem i portretami pisarza.
Muzeum jest czynne w godz. 11-16, w lipcu i sierpniu codziennie, w pozostałym okresie w soboty i niedziele. Wstęp wolny.
Domkiem opiekuje się i ma tu swoją siedzibę Towarzystwo Przyjaciół Orłowa, odbywają się tu również imprezy kulturalne (spotkania, wernisaże, wystawy).